# Мите, Петер
Петер Мите (нем. Peter Miethe; род. 27 января 1944, ) — военно-морской деятель ГДР, в 1989—1990 годах руководитель отдела безопасности ЦК СЕПГ.

## Биография
По окончании школы в 1962 году поступил в Высшую офицерскую школу ВМС имени Карла Либкнехта, которую окончил в 1966 году. В 1963 году стал членом СЕПГ. В 1966—1967 годах служил 1-м вахтенным офицером на десантном корабле в 1-й флотилии фольксмарине. В 1967—1969 годах служил инструктором по работе с молодёжью в бригаде десантных кораблей (Instruteur f. Jugendarbeit., Landungs.-Brig.). В 1969—1973 годах был инструктором по работе с молодёжью уже во всей 1-й флотилии фольксмарине (ОInstruteur f. Jugendarbeit., 1.Flotille). В 1973—1976 годах проходил обучение в Военной Академии ННА им. Фридриха Энгельса. В 1976—1977 годах был заместителем руководителя отдела военизированных органов центрального совета ССНМ (Stv. Abt.- Ltr. Bew. Organe, Zentralrat FDJ). В 1977—1984 годах руководил этим отделом. В 1984—1986 годах Мите служил сотрудником отдела безопасности ЦК СЕПГ. В 1987—1989 годах был уже заместителем руководителя отдела. В 1989—1990 годах он сам руководил отделом безопасности ЦК. 7 октября 1989 года в 40-ю годовщину образования ГДР ему было присвоено звание контр-адмирала. Таким образом, Мите стал последним офицером фольксмарине, получившим адмиральское звание. В 1990 году Мите исполнял служебные обязанности при начальнике управления гражданских работ. 31 марта 1990 года был уволен в отставку.

## Избранные награды
- Боевой орден «За заслуги перед народом и Отечеством» в серебре

## Воинские звания
- Контр-адмирал — 7 октября 1989 года